# Hagi-yaki
Hagi-yaki (萩焼, Hagi-yaki) est un type de poterie japonaise identifiable par ses formes humbles et l'utilisation d'une couverte blanche translucide dont les fines craquelures sont caractéristiques. Ces craquelures sont légèrement perméables au thé, et un long usage confère à son aspect une qualité qui est très appréciée dans ce rapport au temps et à la nature (voir wabi-sabi).
Issue de la céramique coréenne de type buncheong, son origine remonte au XVIIe siècle avec l'introduction de potiers coréens amenés au Japon lors des invasions japonaises dans ce pays. Selon une tradition japonaise, un certain daimyo, le seigneur Terumoto Mōri, était passionné par la cérémonie du thé. Il aurait eu des potiers coréens à son service. Mais ayant été vaincu lors d'une bataille en 1600, il aurait été contraint de déplacer son château dans un lieu nommé Hagi. Ensuite, un four ayant été ouvert à Hagi, ce serait l'origine de la production des céramiques Hagi-yaki.
Les potiers mélangent différents types locaux d'argile. Le résultat typique est une argile rose-orangée appelée « argile coréenne ».

## Photographies

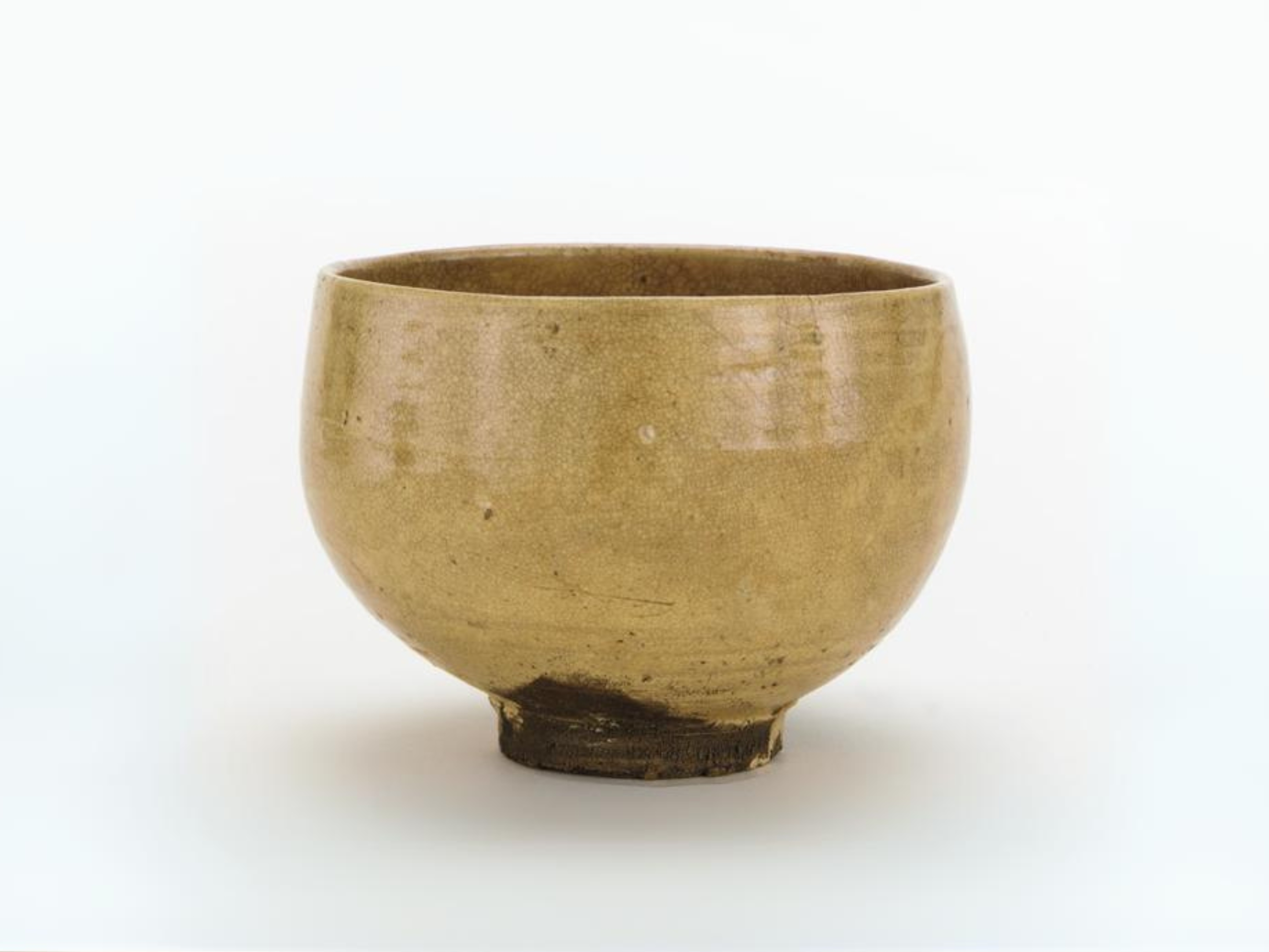
Hagi-yaki, bol à thé japonais, XVIIIe – XIXe siècles, Freer Gallery of Art.
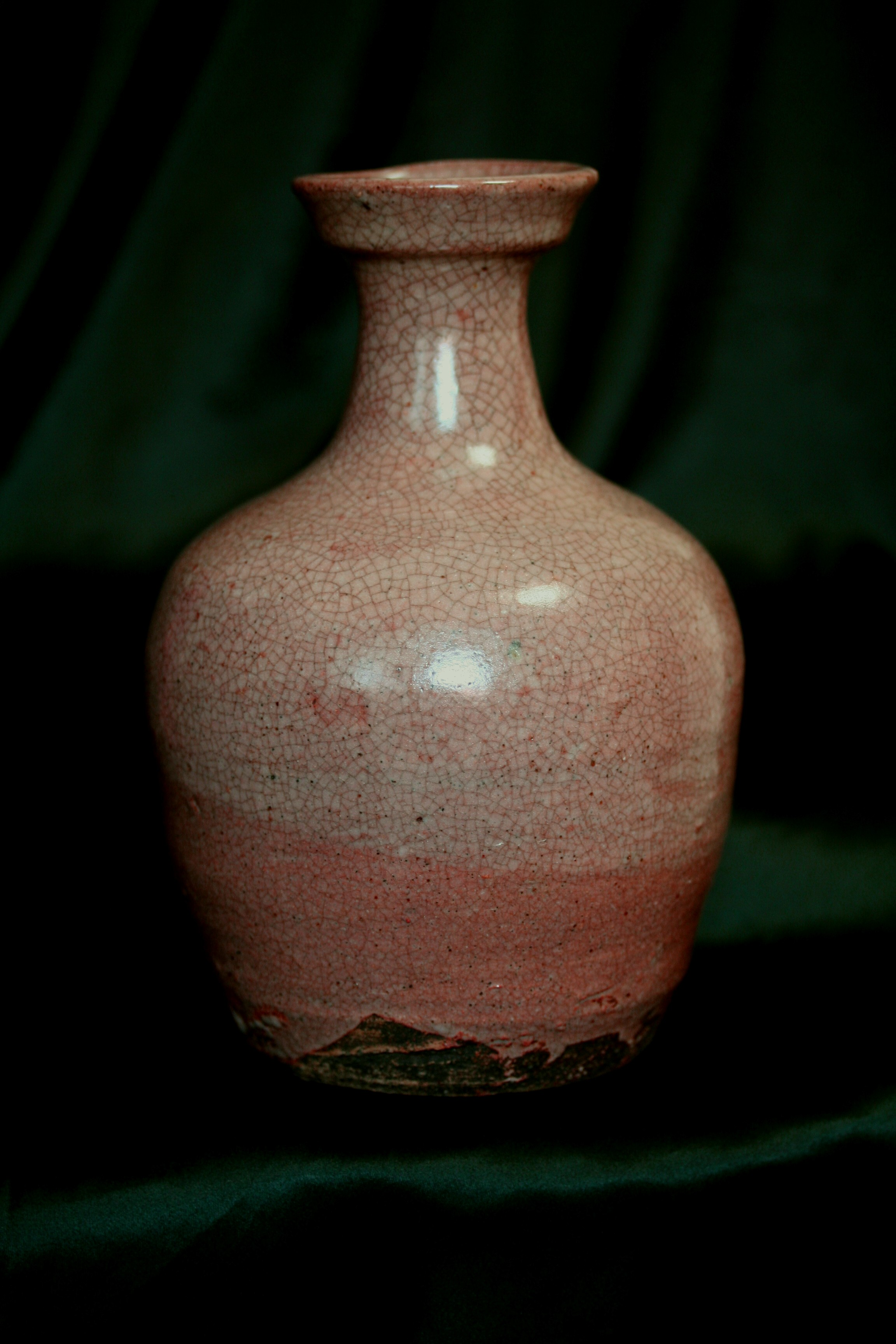
Flacon à alcool, grès de type ido, période Joseon (Corée), collection privée.